# Stenodactylus grandiceps
Espèce
Statut de conservation UICN

 LC  : Préoccupation mineure
Stenodactylus grandiceps est une espèce de geckos de la famille des Gekkonidae.

## Répartition
Cette espèce se rencontre en Arabie saoudite, en Jordanie, en Irak, en Syrie et en Turquie.

## Description
Stenodactylus grandiceps mesure jusqu'à 55 mm, queue non comprise.

## Publication originale
- (en) Haas, 1952 : Two collections of reptiles from Iraq, with descriptions of two new forms. Copeia, vol. 1952, n. 1, p. 20-22.